# 大谷 (加利福尼亞州拉森縣)
大谷（英語：Big Valley）是位於美國加利福尼亞州拉森縣的一個非建制地區。該地的面積和人口皆未知。

## 地理
大谷的座標為38°07′33″N 120°25′25″W / 38.12583°N 120.42361°W，而該地的平均海拔高度為1257米（即4124英尺）。